# Maurizio Block
Maurizio Block (Napoli, 9 settembre 1957) è un magistrato italiano, Procuratore Generale militare presso la Corte Suprema di Cassazione dal 19 gennaio 2018.

## Biografia
Ha conseguito la laurea in giurisprudenza nel luglio 1980 presso l'Università degli Studi di Napoli discutendo una tesi di diritto commerciale.  
In seguito ha svolto servizio nella Guardia di Finanza come ufficiale alla Scuola nautica di Gaeta dal marzo 1981 al maggio 1982.  
È poi risultato vincitore del concorso in Magistratura militare, dove ha assunto servizio nel marzo 1983. 
Ha svolto fino al 1996 le funzioni di giudice del Tribunale militare di Padova, giudice istruttore e, con l'entrata in vigore del nuovo codice di procedura penale, di Gip e Gup in successivi periodi. 
Da luglio del 1996 è stato nominato Procuratore militare della Repubblica presso il Tribunale militare di Padova dove ha ininterrottamente svolto la funzione fino all'aprile 2005, allorché veniva designato “esperto nazionale” nell'ambito di una missione dell'Unione europea “EUJUST LEX- Integrated Rule of Law Mission for Iraq”, con sede in Bruxelles e collocato fuori ruolo dalla Magistratura militare, ove rientrava nel giugno 2006 riassumendo l'incarico di Procuratore militare della Repubblica.
Nel luglio 2008, a seguito della riforma dei Tribunali militari (decreto legislativo n. 244/2007), è stato assegnato d'ufficio alla Corte militare d'Appello, in qualità di consigliere. 
Dal novembre 2009 al dicembre 2013 è stato eletto quale componente togato del Consiglio della Magistratura militare e ha svolto mandato consiliare.
Al termine è stato assegnato alla Procura generale presso la Corte militare d'Appello quale Sostituto Procuratore generale militare. 
Nell'agosto 2016 ha assunto la carica di Presidente della Corte militare di Appello, avente competenza nazionale sugli appelli proposti avverso le sentenze di primo grado emesse dai tre Tribunali militari di Roma, Verona e Napoli.
Nel dicembre 2017 è stato nominato al vertice della Magistratura militare, quale Procuratore generale militare presso la Corte di Cassazione ove attualmente svolge servizio.
Ha svolto numerosi incarichi di insegnamento in materie penalistiche impartiti a Forze dell'ordine; è stato sentito da Commissioni parlamentari in riferimento a problemi connessi all'attività giudiziaria. Ha pubblicato numerosi articoli su riviste giuridiche.
Attualmente esercita anche funzioni di Presidente della Corte di Giustizia Tributaria di secondo grado dell'Abruzzo
Riveste la qualifica di Direttore responsabile del periodico “La Rassegna della Giustizia militare”.
È Presidente del Gruppo italiano della Société De Droit Militaire et De Droit De La Guerre.
È componente di diritto del Consiglio della Magistratura militare, organo di autogoverno della Magistratura militare dal gennaio 2018.
Il suo nome è legato a numerose indagini per crimini di guerra tra cui la strage di Pedescala avvenuta nel 1945, per fatti di nonnismo su cui fu anche sentito dalla Commissione parlamentare sulla qualità della vita nelle caserme, per la strage del Cermis, per numerose indagini sulla Tangentopoli militare che comportarono molteplici condanne e patteggiamenti di militari implicati in truffe e peculati, nonché per indagini su disfunzioni della flotta AMX di cui ne fu disposto anche temporaneamente il sequestro.
È socio della Accademia Bonifaciana di Anagni, di cui è Premio Internazionale Bonifacio VIII e membro del Comitato Scientifico, nonché della Pontificia accademia mariana internazionale e componente del Dipartimento di analisi, studio e monitoraggio dei fenomeni criminosi e mafiosi - Città del Vaticano.
Il suo impegno su temi di diritto internazionale e penali in genere è testimoniato dalla partecipazione a numerosi convegni e congressi e dalla nomina quale componente della Commissione crimini internazionali e della Commissione di diritto internazionale umanitario istituite dalla ministra Cartabia, nonché della Commissione di riforma del codice penale militare di pace ed infine  del Gruppo di Studio sull'ordinamento giudiziario militare di guerra dal Ministro Guerini.
Attualmente fa parte del Gruppo di studio ristretto nominato dal Ministro della Giustizia Nordio, per elaborazione definitiva del codice dei crimini internazionali.
Membro onorario dell'Ordine di Merito del Pubblico Ministero Militare del Brasile.
Componente del the Editorial Board of the Scientific-Practical Journal "Legality" of the Prosecutor's Office of the Republic of Armenia.

## Pubblicazioni
- " Maurizio Block, Il nuovo ordinamento disciplinare delle Forze Armate, in Cedam, 1995,  pp. 143-173.;
- "Tribunali militari: prospettive per il futuro", in La rivista della Guardia di Finanza, 1999;
- "Poteri del Comandante in materia di stupefacenti", in La rivista militare, 1999, n. 4;
- "Nonnismo perché occorre una legge”, in la rivista Avvenimenti, 1999, n. 210.
- "Il procedimento disciplinare militare" - Block- Capezzuto, Laurus Robuffo, 2020